# Gorlice
Gorlice é um município da Polônia, na voivodia da Pequena Polônia e no condado de Gorlice. Estende-se por uma área de 23,56 km², com 27 950 habitantes, segundo os censos de 2016, com uma densidade de 1187,8 hab/km².